# Armelle Maguer
Armelle Maguer, née en 1967 à Périgueux, est une artiste peintre et une professeure d‘arts plastiques française qui vit actuellement près de Hambourg, en Allemagne.

## Biographie
Armelle Maguer grandit dans une ferme dans le Périgord, passe un bac artistique à Périgueux et étudie les arts plastiques en hypokhâgne et khâgne au lycée Michel-Montaigne de Bordeaux. Après sa licence à l‘université de Bordeaux, elle rejoint l‘université Paris 1 Panthéon Sorbonne, y passe sa maîtrise et obtient l‘agrégation en 1990. 
Pendant ces deux années parisiennes, elle suit également les cours de Yves Bonnefoy au Collège de France.

Après avoir occupé de nombreux postes en tant que professeure dans le sud-ouest de la France, elle habite près de Toulouse à partir de 1996 et y affirme sa production de tableaux abstraits de grand format. Elle commence alors les séries des Horizons et des Croix.

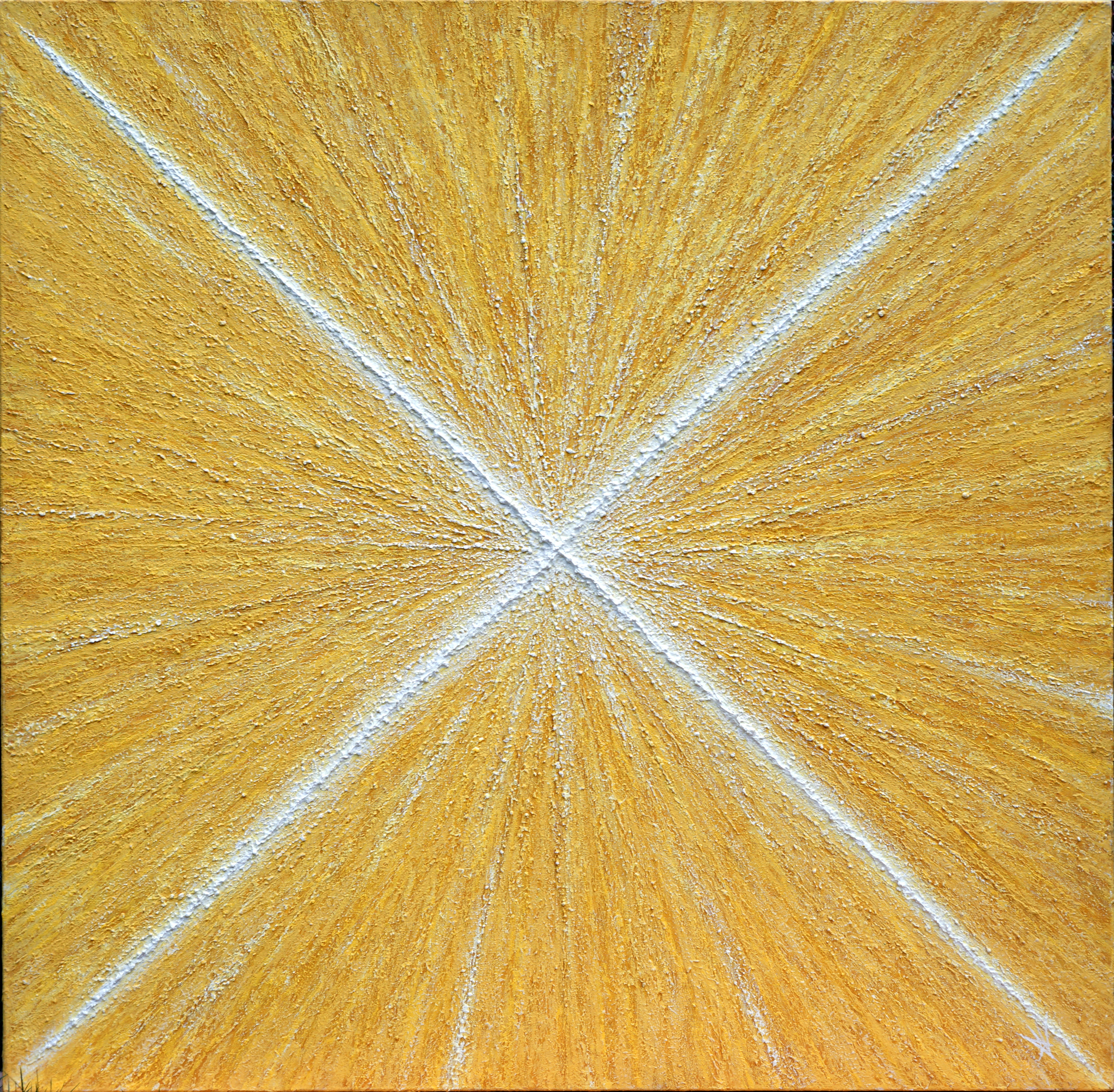
Croix, lumière, 2005, acrylique sur toile, 120 x 120 cm

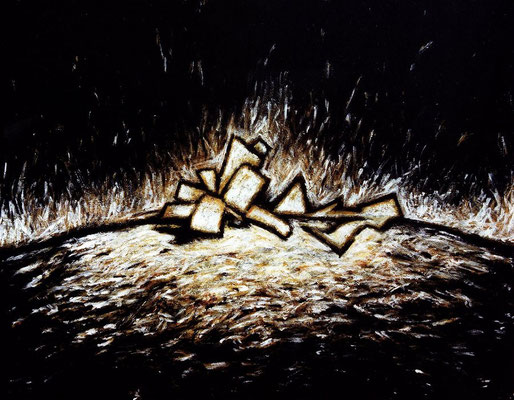
Un monde, 2006, acrylique sur toile, 114 x 146 cm

Elle collabore avec la chorégraphe Mira Adam lors du festival Les Illustres Inconnus et lors de la performance Alda, à Toulouse.
C‘est à partir de son exposition au Salon Rainbow Attitude en 2003 qu‘elle autorise les visiteurs à toucher ses tableaux, considérés comme des objets que l‘on peut éventuellement tourner, car la plupart sont conçus pour être accrochés dans plusieurs sens.

En 2007, elle déménage en Allemagne du nord, enseigne à Hambourg au Lycée français St Exupéry puis au Lycée franco-allemand, dont elle a dessiné le logo.
Le travail du relief et de la matière picturale se développe et les titres de ses œuvres évoquent souvent les concepts d‘apparition, de rencontre et d‘énergie. Abstraite et polysémique, sa peinture rappelle aussi bien des éléments naturels que des constructions ou formes humaines.

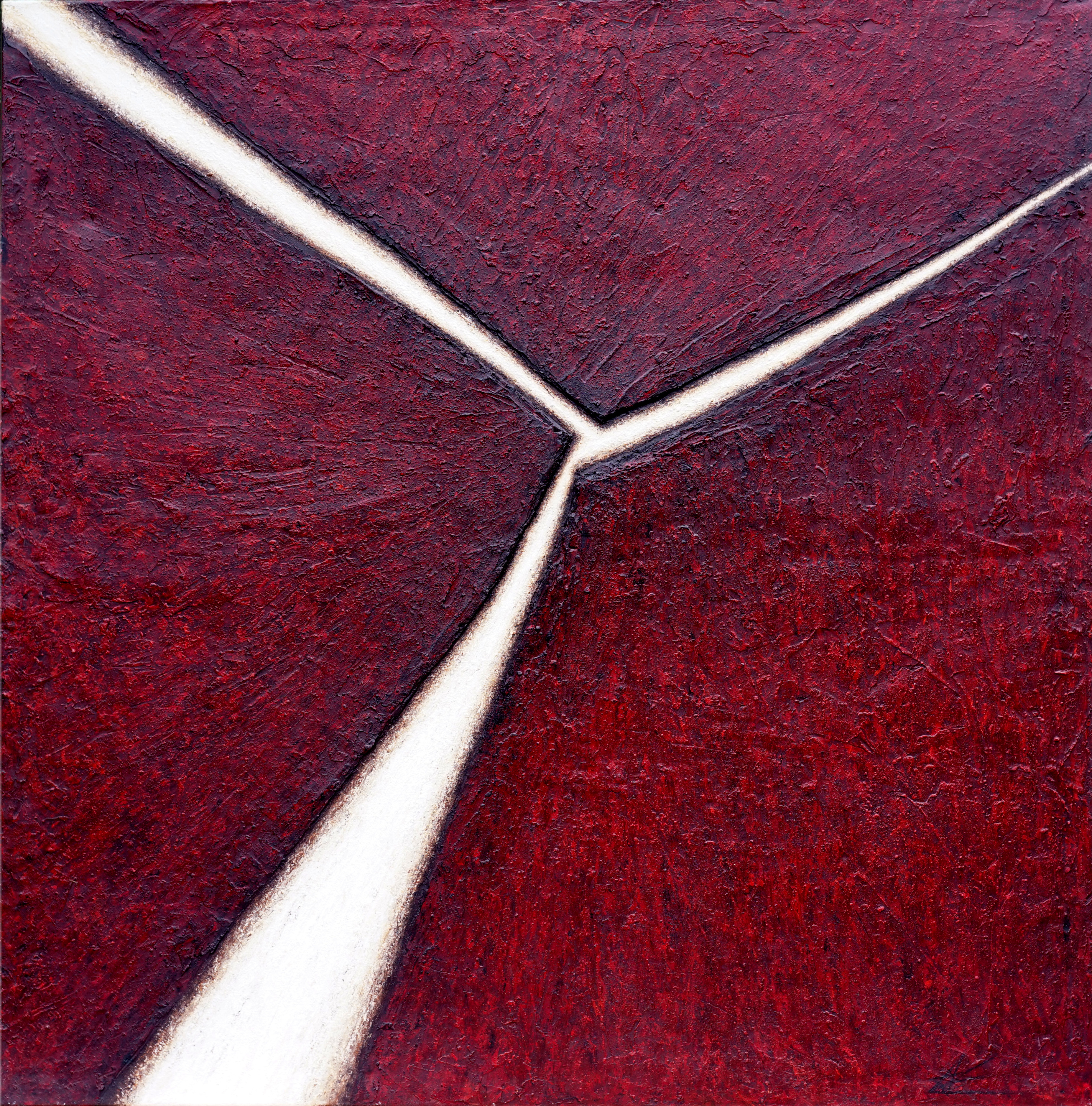
Rencontres, 2008, technique mixte sur toile, 150 x 150 cm

L‘aspect toujours plus tactile de ses œuvres lui vaut d‘exposer au Centre Louis Braille et à Dialog in Dunkeln, toujours à Hambourg, où les visiteurs sont explicitement invités à toucher les tableaux.

Ayant fait la connaissance de Barbara Barberon-Zimmermann, elle expose plusieurs fois lors du Festival Arabesques, ainsi qu‘avec d‘autres artistes français comme le sculpteur Luc Benedetti.
Depuis 2021, elle remplace progressivement l‘acrylique par des peintures et produits naturels et biologiques, et introduit parfois des motifs de signe et des les allusions à une écriture fictive.

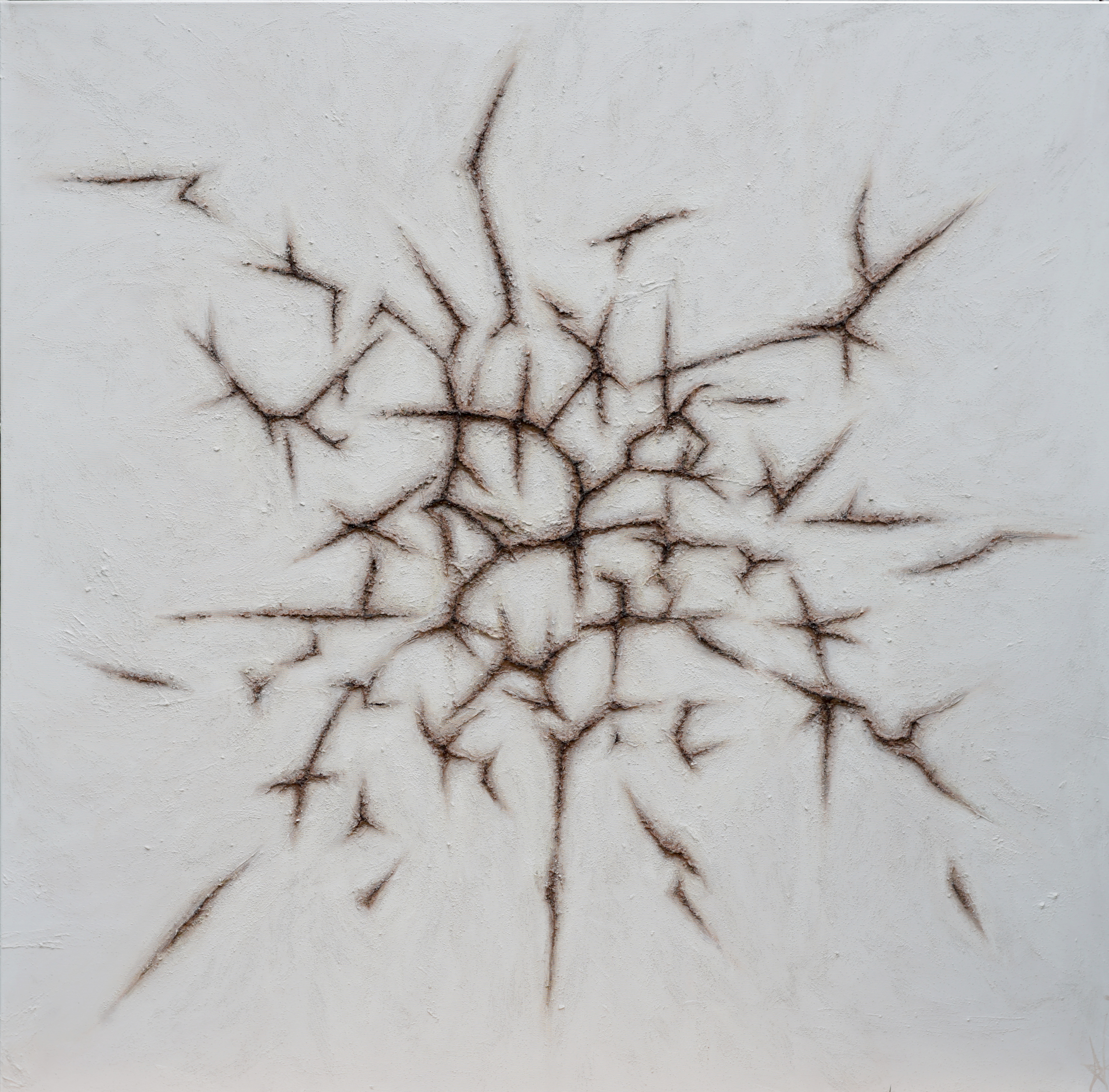
Message, 2022, technique mixte sur toile, 150 x 150 cm

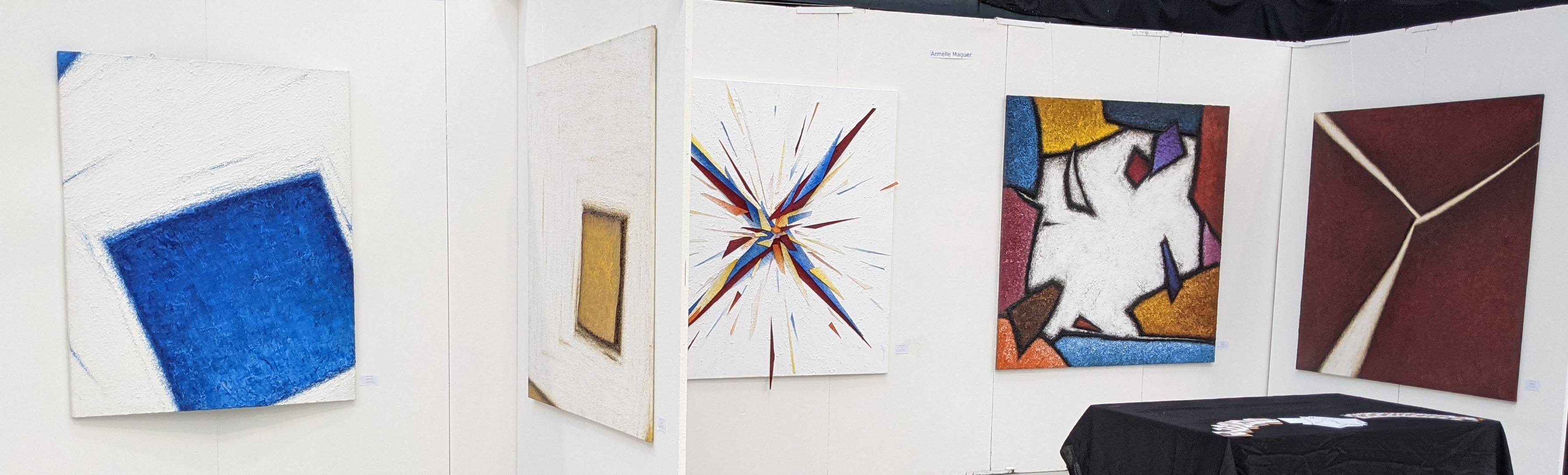
Vue de l‘exposition HolstenArt à Neumünster (Allemagne), en 2023

## Engagements
Elle est impliquée dans plusieurs projets défendant l‘environnement, dans l‘association Mondonville Tranquille en 2001 
et au Festival mondial de la Terre à Toulouse en 2005. 
En 2018, elle devient membre actif du mouvement pro-européen Volt Europa et adhère à Volt Allemagne.

## Expositions personnelles (sélection)
- 2002 : Espace Météo, Météo-France, Toulouse — Château Fonchereau, Montussan, Gironde

- 2003 : Galerie Jardin, Paris

- 2005 : Festival Les illustres Inconnus, au Bijou, Toulouse —  IBO Photo[12] à Léguevin (Haute-Garonne)

- 2006 : Performance pour Alda, Le Ring, Toulouse — TMP à Pibrac (Haute-Garonne)

- 2008 : Galerie KIT[13],[14],[15], Hambourg — Unbedingt berühren, Centre Louis-Braille, Hambourg

- 2010 : Dialog im Dunkeln, Hambourg

- 2012 : Nuits, FlairFrance, Hambourg

- 2015 : Festival Arabesques, Galerie Hafenliebe[16],[17],[18], Hambourg

## Expositions collectives (sélection)
- 2002 : Galerie St Pierre, Bordeaux
- 2003 : Salon Rainbow Attitude, Parc des Expositions, Paris
- 2006 : Salon National des Arts et de la décoration, Parc des Expositions, Toulouse
- 2009 : Espace Art Gallery, Bruxelles
- 2010 : Mousquet‘Arts, galerie Art Hamburg, Hambourg
- 2012 : Festival Arabesques, Levantehaus, Hambourg
- 2013 : Festival Arabesques, Die Drostei[19], Pinneberg (Schleswig-Holstein)
- 2014 : Halle 4, HafenCity, Hambourg
- 2018 : Galerie Achtzig[20], Berlin
- 2020 et 2022 : Festung Grauerort[21], Stade (Basse-Saxe)
- 2022 : ArtMuc, Munich
- 2023 : HolstenArt, Neumünster (Schleswig-Holstein)